# Philippe Bonnardel
Philippe Bonnardel (Parigi, 28 luglio 1899 – Parigi, 17 febbraio 1953) è stato un calciatore francese, di ruolo centrocampista.

## Carriera
Con la Nazionale francese prese parte ai Giochi Olimpici nel 1920 e nel 1924.

## Palmarès

### Club

#### Competizioni nazionali
- Coppa di Francia: 3

Red Star: 1920-1921, 1921-1922, 1922-1923